# Вана-Йиґева
Ва́на-Йи́ґева (ест. Vana-Jõgeva küla) — село в Естонії, у волості Йиґева повіту Йиґевамаа.

## Населення
Чисельність населення на 31 грудня 2011 року становила 87 осіб.

## Історія
1977 року село Йиґева було перейменоване на Вана-Йиґева (дослівно «Старе Йиґева»).